# Nicklas Nielsen
Nicklas Nielsen (Hørning, Dinamarca; 6 de febrero de 1997) es un piloto de automovilismo danés. Es miembro de la Ferrari GT. Fue campeón de la Ferrari Challenge en 2018, European Le Mans Series en 2019, es bicampeón del Campeonato Mundial de Resistencia de la FIA en la categoría GTE-Am en 2019-20 y 2021, GT World Challenge Europe Endurance Cup en 2021, y dos veces ganador de las 24 Horas de Le Mans en 2021 (GTE-Am) y 2024 (absoluta), y tercero en 2020. Desde 2023 es piloto de Ferrari AF Corse en el Ferrari 499P #50 en la categoría Le Mans Hypercar.

## Carrera

### Inicios
Nielsen comenzó su carrera en el karting cuando tenía 4 años, esto en el 2001. Compitió en muchos eventos y campeonatos internacionales, en el karting lograría ganar diez campeonatos.

### Fórmula 4
En 2016, Nielsen hizo su debut en un monoplaza en la ADAC Fórmula 4 en Alemania, terminando octavo y ganando el campeonato de novatos mientras competía para el equipo austriaco Neuhauser Racing, logrando 3 podios y 2 vueltas rápidas.
En 2017, Nielsen regresó al campeonato ADAC, esta vez con el equipo US Racing. Aunque ganó una carrera y obtuvo 3 podios, una descalificación del equipo en el evento de Lausitzring y un accidente grave inducido por un competidor que causó daños irreparables a su automóvil durante el resto del evento en Nürburgring lo privó de un buen oportunidad de luchar por el título.

### Deportivos
En 2018, al no tener el dinero suficiente para continuar con las carreras de monoplazas, Nielsen participó en el Ferrari Challenge en Europa, en donde obtuvo 10 victorias en 14 carreras. Ese desempeño fue notado por Luzich Racing, que le ofreció a Nielsen un asiento en la carrera junto a Fabien Lavergne y al corredor de la Ferrari GT, Alessandro Pier Guidi en la European Le Mans Series de 2019 en la clase LMGTE, la cual lograrían ganaron.
En 2019, Nielsen se convirtió en piloto oficial de Ferrari, compitiendo para el equipo italiano AF Corse. Terminó tercero con sus compañeros de equipo François Perrodo y Emmanuel Collard en las 24 Horas de Le Mans, además de que lograría convertirse en Campeón del Mundo en la Clase GTE-Am.

## Resumen de carrera
| Temporada | Categoría                                              | Equipo                          | Carreras     | Victorias    | Poles        | VR           | Podios       | Puntos       | Pos.         |
| --------- | ------------------------------------------------------ | ------------------------------- | ------------ | ------------ | ------------ | ------------ | ------------ | ------------ | ------------ |
| 2016      | ADAC Fórmula 4                                         | Neuhauser Racing                | 24           | 0            | 0            | 2            | 3            | 106          | 8.º          |
| 2016      | Audi Sport TT Cup                                      | N/A                             | 14           | 1            | 1            | 1            | 7            | 238          | 3.º          |
| 2017      | ADAC Fórmula 4                                         | US Racing                       | 19           | 1            | 1            | 1            | 4            | 128          | 6.º          |
| 2017      | Ferrari Challenge Europe - Trofeo Pirelli (Pro)        | Formula Racing                  | 2            | 2            | 2            | 1            | 2            | 34           | 8.º          |
| 2018      | Ferrari Challenge Europe - Trofeo Pirelli (Pro)        | Formula Racing                  | 14           | 10           | 8            | 10           | 14           | 282          | 1.º          |
| 2018      | FIA GT Nations Cup                                     | Team Denmark                    | 3            | 0            | 0            | 0            | 1            | N/A          | 3.º          |
| 2018      | International GT Open                                  | Luzich Racing                   | 2            | 0            | 0            | 0            | 0            | 6            | 31.º         |
| 2019      | European Le Mans Series - GTE                          | Luzich Racing                   | 6            | 4            | 0            | 2            | 5            | 127          | 1.º          |
| 2019-20   | Campeonato Mundial de Resistencia de la FIA - GTE Am   | AF Corse                        | 8            | 2            | 0            | 0            | 5            | 167          | 1.º          |
| 2020      | GT World Challenge Europe Endurance Cup                | AF Corse                        | 3            | 0            | 0            | 0            | 0            | 46           | 6.º          |
| 2020      | Intercontinental GT Challenge                          | AF Corse                        | 1            | 0            | 0            | 0            | 0            | 12           | 15.º         |
| 2020      | European Le Mans Series - GTE                          | Iron Lynx                       | 1            | 0            | 0            | 0            | 0            | 10           | 16.º         |
| 2020      | Le Mans Cup - GT3                                      | Iron Lynx                       | 1            | 0            | 0            | 1            | 1            | 15           | 12.º         |
| 2021      | Asian Le Mans Series - GT                              | Formula Racing                  | 4            | 0            | 0            | 0            | 1            | 23.5         | 9.º          |
| 2021      | Campeonato Mundial de Resistencia de la FIA - GTE Am   | AF Corse                        | 6            | 4            | 0            | 3            | 4            | 150          | 1.º          |
| 2021      | IMSA SportsCar Championship - GTD                      | AF Corse                        | 2            | 0            | 1            | 0            | 0            | 246          | 55.º         |
| 2021      | GT World Challenge Europe Endurance Cup                | Iron Lynx                       | 5            | 1            | 0            | 0            | 1            | 83           | 1.º          |
| 2021      | Intercontinental GT Challenge                          | Iron Lynx Motorsport Lab        | 1            | 1            | 0            | 0            | 1            | 37           | 6.º          |
| 2021      | Intercontinental GT Challenge                          | AF Corse - Francorchamps Motors | 2            | 0            | 1            | 1            | 0            | 37           | 6.º          |
| 2022      | Campeonato Mundial de Resistencia de la FIA - LMP2     | AF Corse                        | 6            | 0            | 2            | 0            | 0            | 12           | 18.º         |
| 2022      | European Le Mans Series - LMP2                         | AF Corse                        | 6            | 0            | 1            | 0            | 0            | 25           | 12.º         |
| 2022      | IMSA SportsCar Championship - GTD                      | AF Corse                        | 1            | 0            | 0            | 0            | 0            | 294          | 53.º         |
| 2022      | GT World Challenge Europe Endurance Cup                | Iron Lynx                       | 5            | 0            | 0            | 0            | 1            | 37           | 10.º         |
| 2022      | Intercontinental GT Challenge                          | Iron Lynx                       | 1            | 0            | 0            | 0            | 0            | 26           | 10.º         |
| 2022      | Intercontinental GT Challenge                          | AF Corse - Francorchamps        | 1            | 0            | 0            | 0            | 1            | 26           | 10.º         |
| 2023      | Asian Le Mans Series - GT                              | Formula Racing                  | 3            | 0            | 0            | 0            | 0            | 4            | 17.º         |
| 2023      | European Le Mans Series - GTE                          | Formula Racing                  | 5            | 0            | 0            | 0            | 1            | 24           | 12.º         |
| 2023      | Campeonato Mundial de Resistencia de la FIA - Hypercar | Ferrari – AF Corse              | 7            | 0            | 0            | 0            | 4            | 120          | 3.º          |
| 2023      | GT World Challenge Europe Endurance Cup                | AF Corse                        | 5            | 1            | 1            | 0            | 1            | 36           | 8.º          |
| 2023      | IMSA SportsCar Championship - LMP2                     | AF Corse                        | 2            | 0            | 0            | 0            | 1            | 250          | 29.º         |
| 2024      | Campeonato Mundial de Resistencia de la FIA - Hypercar | Ferrari – AF Corse              | 8            | 1            | 1            | 0            | 3            | 115          | 2.º          |
| 2024      | IMSA SportsCar Championship - LMP2                     | Richard Mille AF Corse          | 6            | 1            | 0            | 0            | 1            | 1620         | 13.º         |
| 2024      | European Le Mans Series - LMGT3                        | Formula Racing                  | 5            | 1            | 0            | 0            | 2            | 44           | 10.º         |
| 2025      | IMSA SportsCar Championship - LMP2                     | AF Corse                        | Disputándose | Disputándose | Disputándose | Disputándose | Disputándose | Disputándose | Disputándose |
| 2025      | Campeonato Mundial de Resistencia de la FIA - Hypercar | Ferrari AF Corse                | Disputándose | Disputándose | Disputándose | Disputándose | Disputándose | Disputándose | Disputándose |
| Fuente:   |                                                        |                                 |              |              |              |              |              |              |              |

## Resultados

### 24 Horas de Le Mans
| Año     | Equipo             | Copilotos                         | Automóvil           | Clase    | Vueltas | Pos. | Pos. Clase |
| ------- | ------------------ | --------------------------------- | ------------------- | -------- | ------- | ---- | ---------- |
| 2020    | AF Corse           | François Perrodo Emmanuel Collard | Ferrari 488 GTE Evo | GTE Am   | 339     | 26.º | 3.º        |
| 2021    | AF Corse           | François Perrodo Alessio Rovera   | Ferrari 488 GTE Evo | GTE Am   | 340     | 25.º | 1.º        |
| 2022    | AF Corse           | François Perrodo Alessio Rovera   | Oreca 07-Gibson     | LMP2     | 361     | 24.º | 19.º       |
| 2023    | Ferrari – AF Corse | Antonio Fuoco Miguel Molina       | Ferrari 499P        | Hypercar | 337     | 5.º  | 5.º        |
| 2024    | Ferrari – AF Corse | Antonio Fuoco Miguel Molina       | Ferrari 499P        | Hypercar | 311     | 1.º  | 1.º        |
| Fuente: |                    |                                   |                     |          |         |      |            |